# Saif Rashid
Saif Rashid (en árabe: سيف راشد‎; Sharjah, 25 de noviembre de 1994) es un futbolista emiratí que juega en la demarcación de extremo para el Sharjah FC de la Liga Árabe del Golfo.

## Selección nacional
Hizo su debut con la selección de fútbol de Emiratos Árabes Unidos el 18 de agosto de 2018 en un encuentro amistoso contra Andorra que finalizó con un resultado de empate a cero.

### Goles internacionales
| # | Fecha                   | Estadio                                       | Oponente | Gol | Resultado | Competición |
| - | ----------------------- | --------------------------------------------- | -------- | --- | --------- | ----------- |
| 1 | 20 de noviembre de 2018 | Zabeel Stadium, Dubái, Emiratos Árabes Unidos | Yemen    | 1–0 | 2-0       | Amistoso    |

## Clubes
| Club       | País                   | Año    | Partidos | Goles |
| ---------- | ---------------------- | ------ | -------- | ----- |
| Sharjah FC | Emiratos Árabes Unidos | 2011 - | 117      | 11    |